# Napló gyermekeimnek
A Napló gyermekeimnek 1984-ben bemutatott magyar, fekete-fehér filmdráma, amit Mészáros Márta rendezett az általa és Fakan Balázs által írt forgatókönyből. A történet főszereplője egy árva lány, aki a Szovjetunióból Magyarországra érkezve éli életét a kommunista elnyomás alatt, amihez a rendezőnő saját fiatalkora szolgált forrásul. A főszereplők közt megtalálható Czinkóczi Zsuzsa, Anna Polony, Jan Nowicki, Szemes Mari, Zolnay Pál, Bánsági Ildikó és Tóth Tamás.
Magyarországon 1984. május 3-án került a mozikba, 2015-ben pedig felújított változatot kapott, ami június 3-án DVD-n is kiadásra került. A filmnek később három folytatása is készült, a Napló szerelmeimnek, a Napló apámnak, anyámnak és a Kisvilma – Az utolsó napló.

## Cselekmény
Az 1940-es években árván marad a serdülőkorú Juli, akinek szülei korábban a Szovjetunióba emigráltak. Hazatér hát Magyarországra, ahol egy Magda nevű nő fogadja be, aki egy börtönintézet vezetője. Magda igyekszik Juliba is átnevelni a kommunista eszméket, azonban a lány hajthatatlan. Mindennapjait csupán a mozizás teszi élvezhetővé és a szabad gondolkodású rokon, János, aki a nyomasztó világból nyújt neki kitörést.

## Szereplők
- Juli (Czinkóczi Zsuzsa) (hangja Csere Ágnes)
- Magda (Anna Polony), (magyar hangja Földi Teri)
- Nagymama (Szemes Mari)
- János (Jan Nowicki), (magyar hangja Oszter Sándor)
- Nagypapa (Zolnay Pál), (hangja (Kun Vilmos)
- Juli anyja (Bánsági Ildikó)
- János fia (Tóth Tamás)
- Ilonka (Szabó Éva)

## Díjak, elismerések
- Cannes-i fesztivál (1984)
  - nagydíj
- Magyar Filmkritikusok Díja (1985)
  - nagydíj
- Magyar Filmszemle (1994)
  - fődíj – Mészáros Márta
  - Gene Moskowitz-díj[1]